# Basilique Notre-Dame-du-Perpétuel-Secours de Paris
Pour les articles homonymes, voir Basilique Notre-Dame-du-Perpétuel-Secours et Notre-Dame.
La basilique Notre-Dame-du-Perpétuel-Secours de Paris est une basilique mineure catholique, l'une des cinq basiliques mineures de Paris,, située 55, boulevard de Ménilmontant, dans le 11e arrondissement de Paris, élevée au rang de basilique mineure le 25 juin 1966 par le pape Paul VI, affiliée à la basilique Sainte-Marie-Majeure de Rome.

## Description

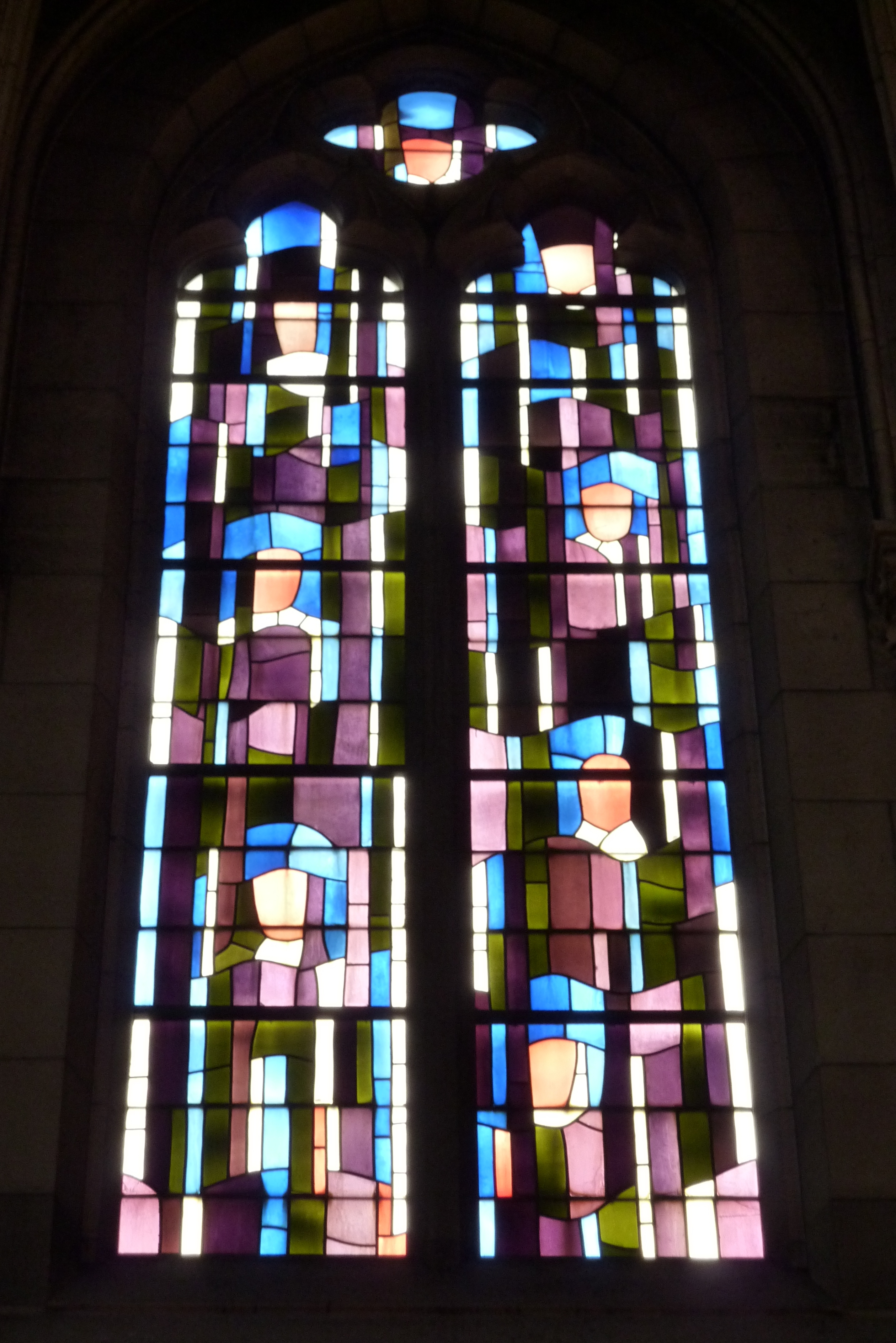
L'un des vitraux des élus de l'Apocalypse d'après les dessins de Marcelle Lecamp.

En 1872, le recteur Maurice d'Hulst fait construire à ses frais une modeste chapelle dédiée au Sacré-Cœur et à saint Hippolyte pour l'aide apporté par Joseph Hippolyte Guibert durant la Commune de Paris.  
L'édifice est confié deux ans plus tard, en 1874, à la congrégation des Rédemptoristes qui installe une icône de Notre-Dame du Perpétuel Secours. À la suite d'une mission auprès des réfugiés d'Alsace-Lorraine venus à Paris après la guerre franco-allemande de 1870, ils s'emploient à évangéliser le quartier. À la période de la Révolution française, interdit de célébrer le culte, ils quittent provisoirement la chapelle de novembre 1880 à janvier 1881, ne reprenant leur ministère qu'en 1888.
En 1898, la chapelle, devenue exiguë, laisse place à un nouvel édifice de style néogothique, bâti par le frère Gérard Grunblatt. Elle devient église paroissiale en 1960.
Le 25 juin 1966, l'église est élevée à la dignité de « basilique mineure » par le pape Paul VI, affiliée à la basilique Sainte-Marie-Majeure de Rome. En 1984, les Rédemptoristes cèdent la place, remplacés par des prêtres diocésains. En 2007, le cimetière du Père-Lachaise, ainsi que l'Accueil Saint-Michel (service diocésain de l'exorcisme au 6 bis rue René-Villermé) sont rattachés à la paroisse,.

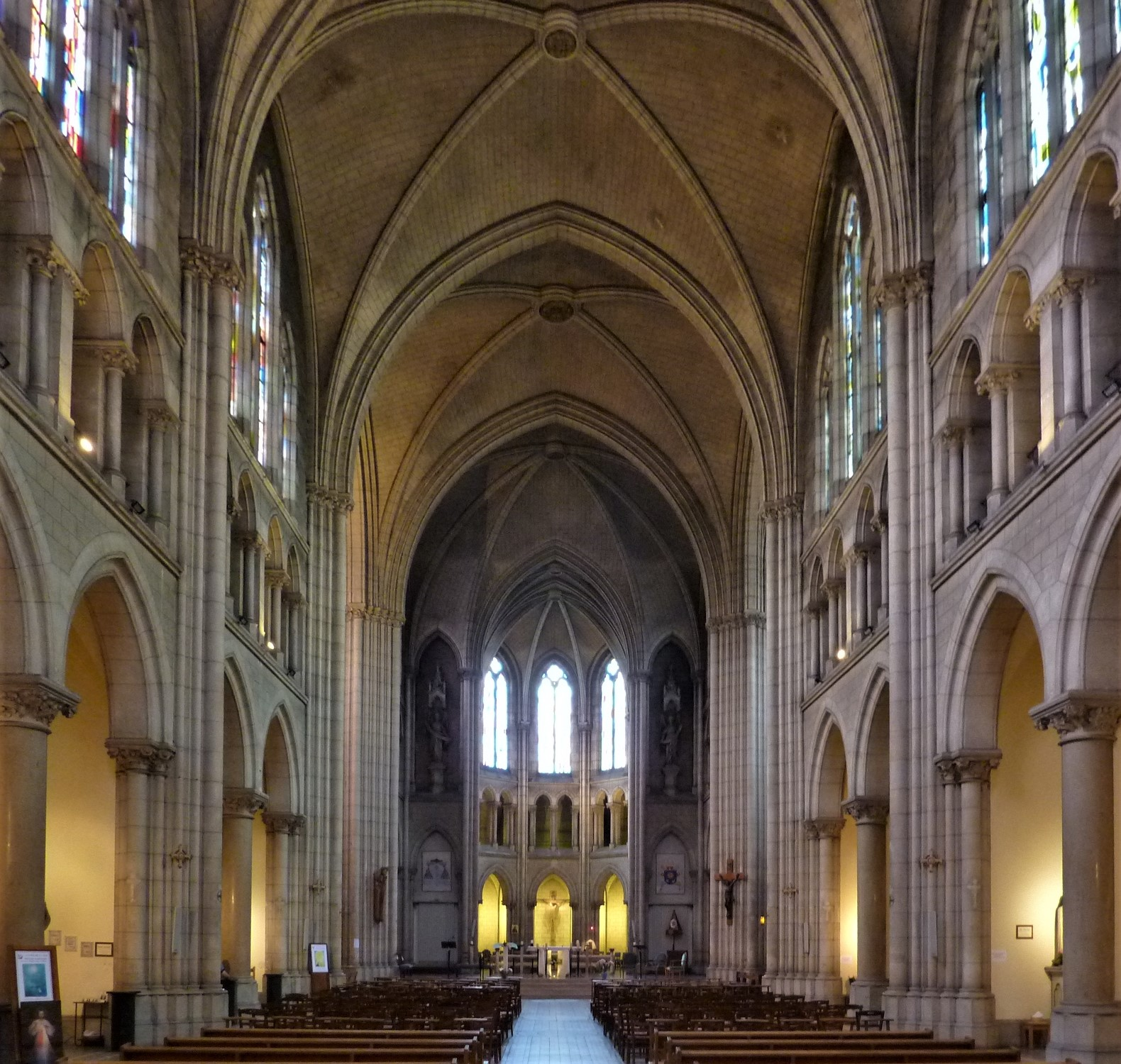
La nef en direction du chœur.
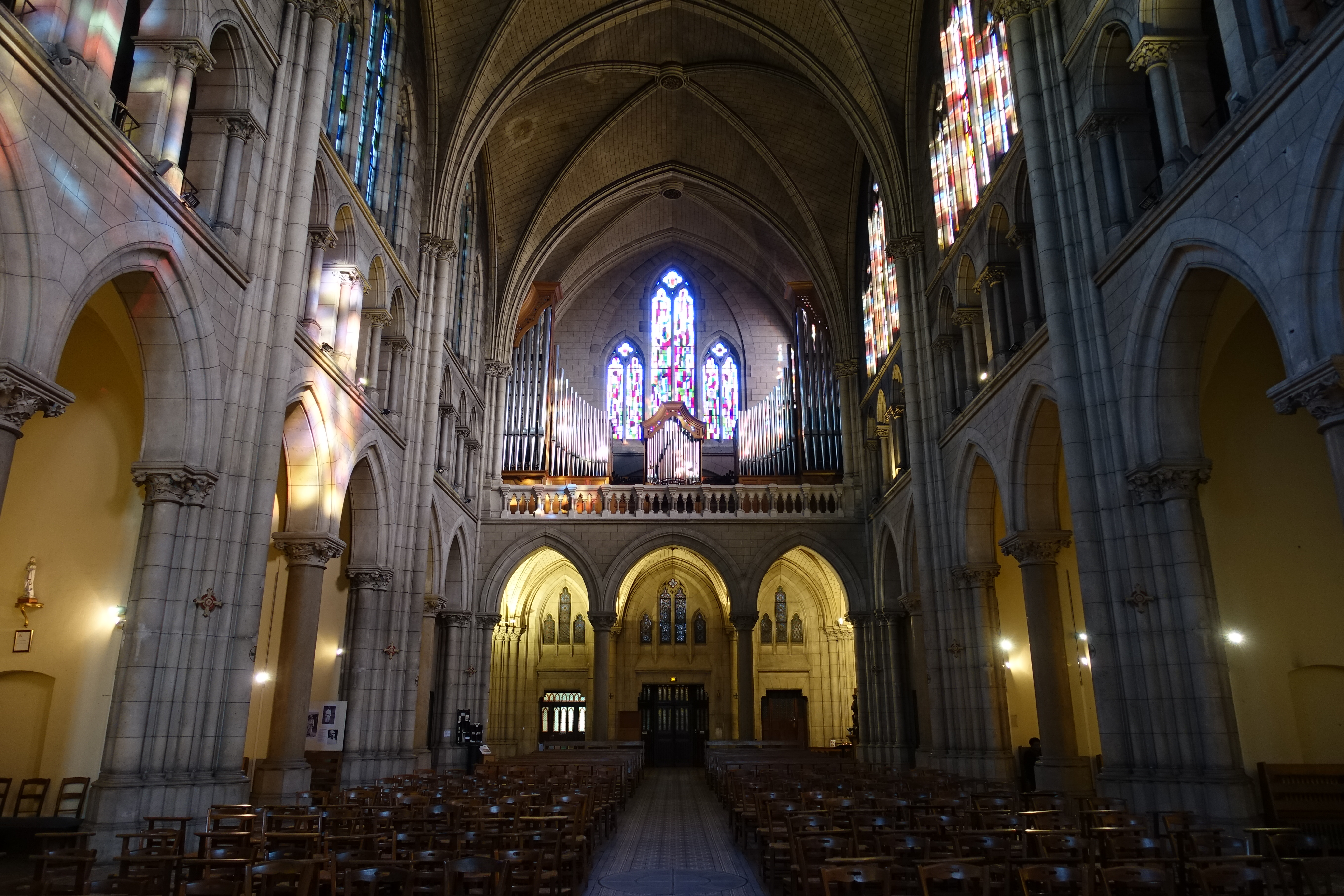
La nef avec l'orgue de tribune.
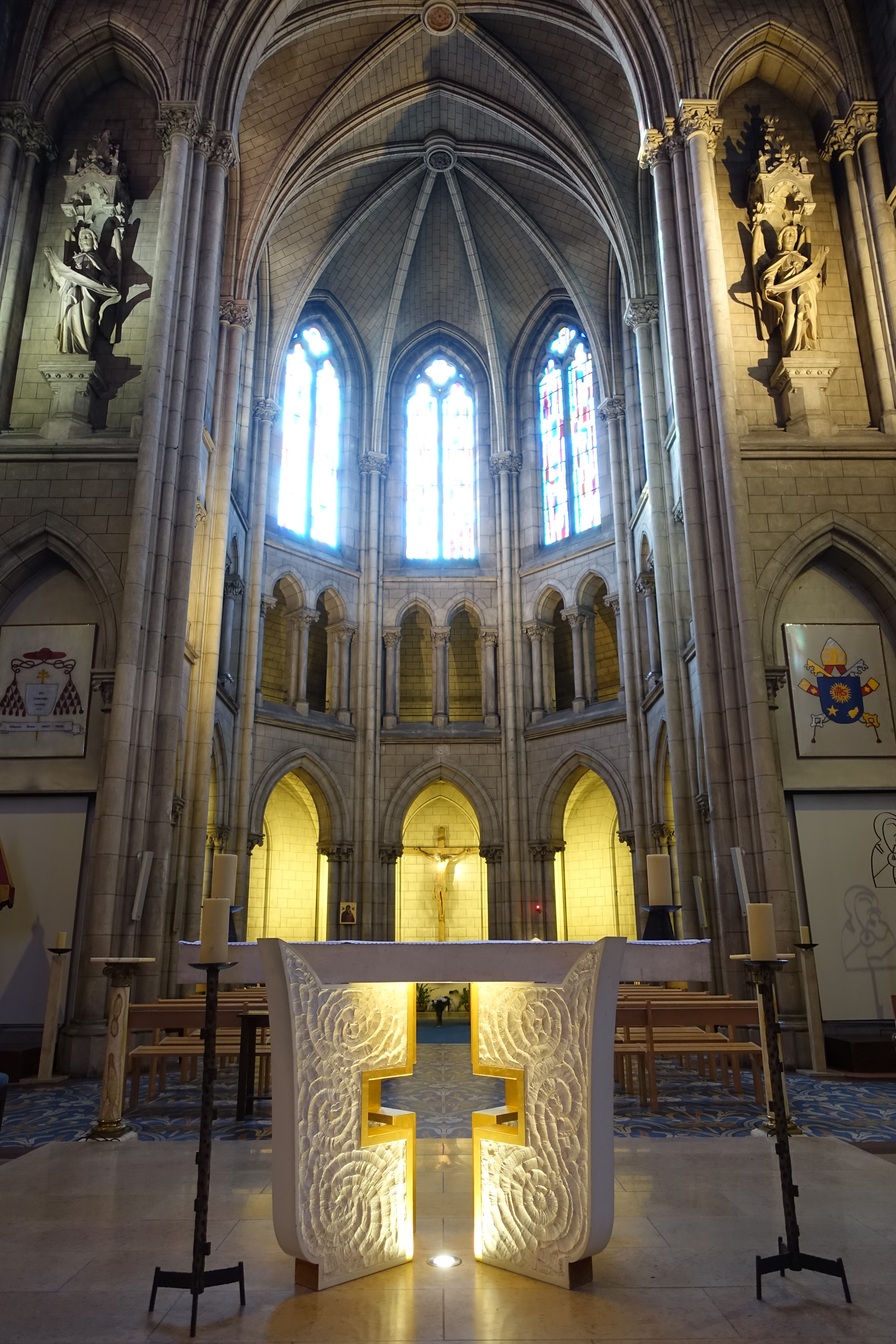
L'autel et l'abside.
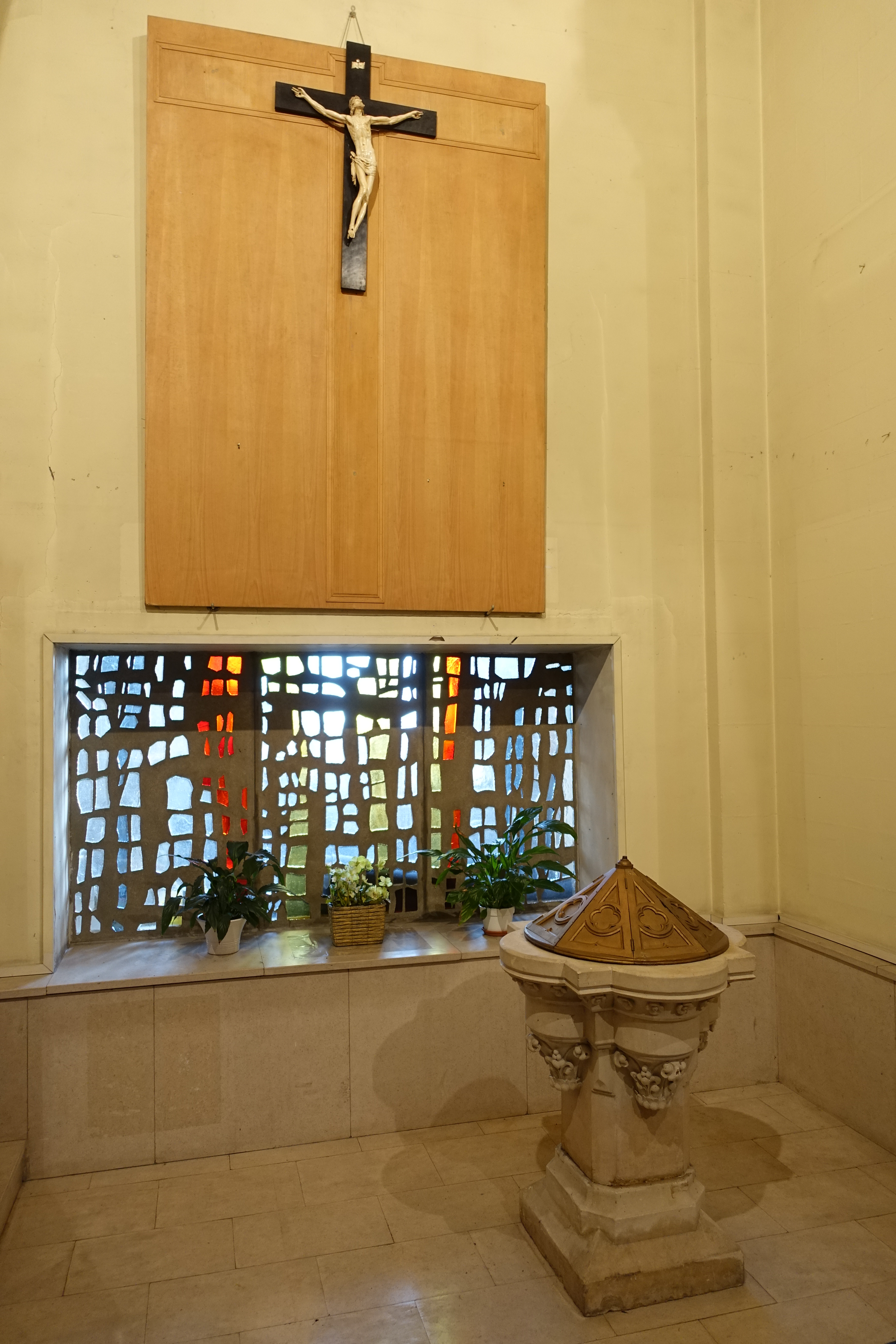
Les fonts baptismaux.
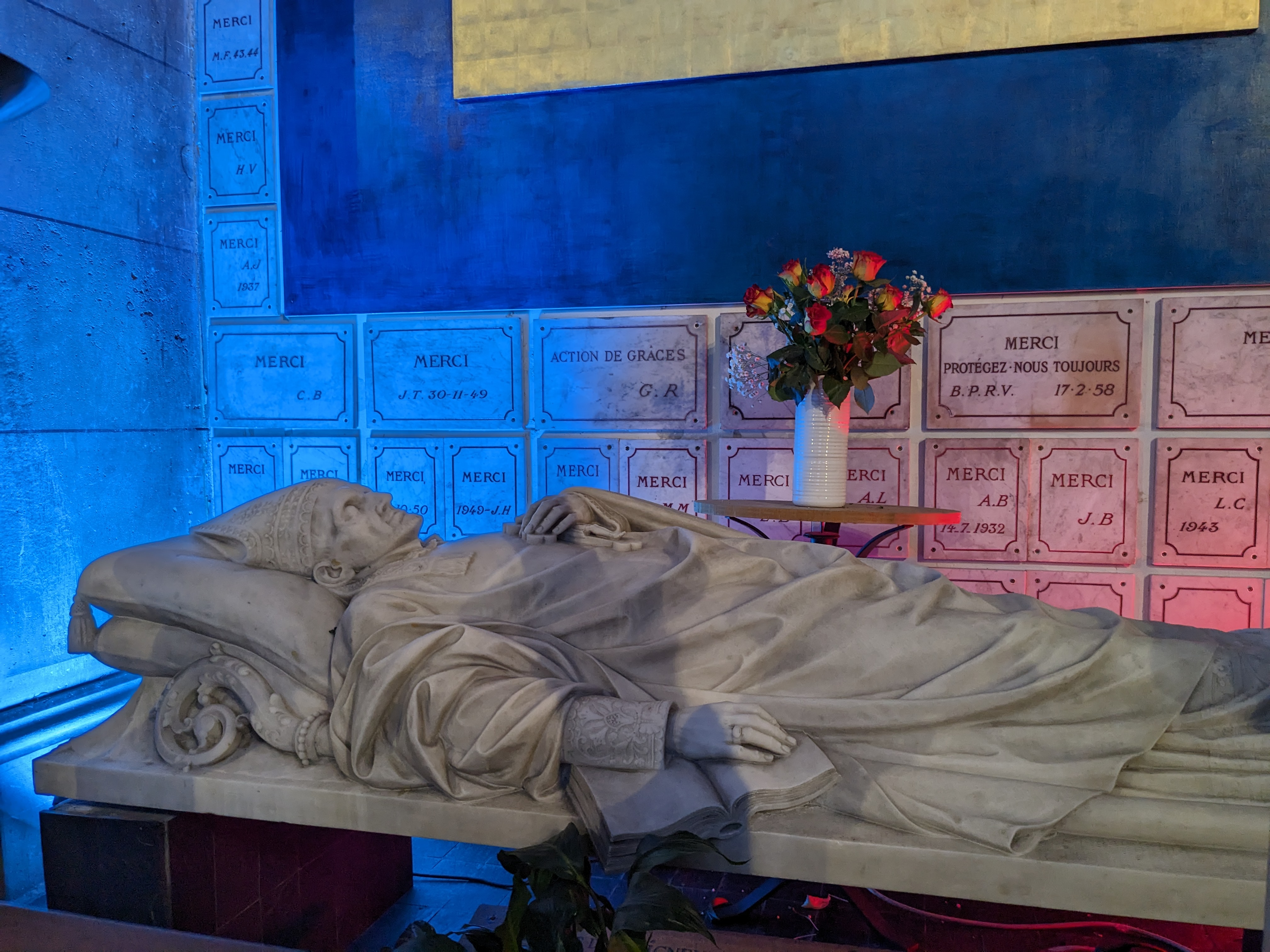
Gisant de saint Alphonse de Liguori.
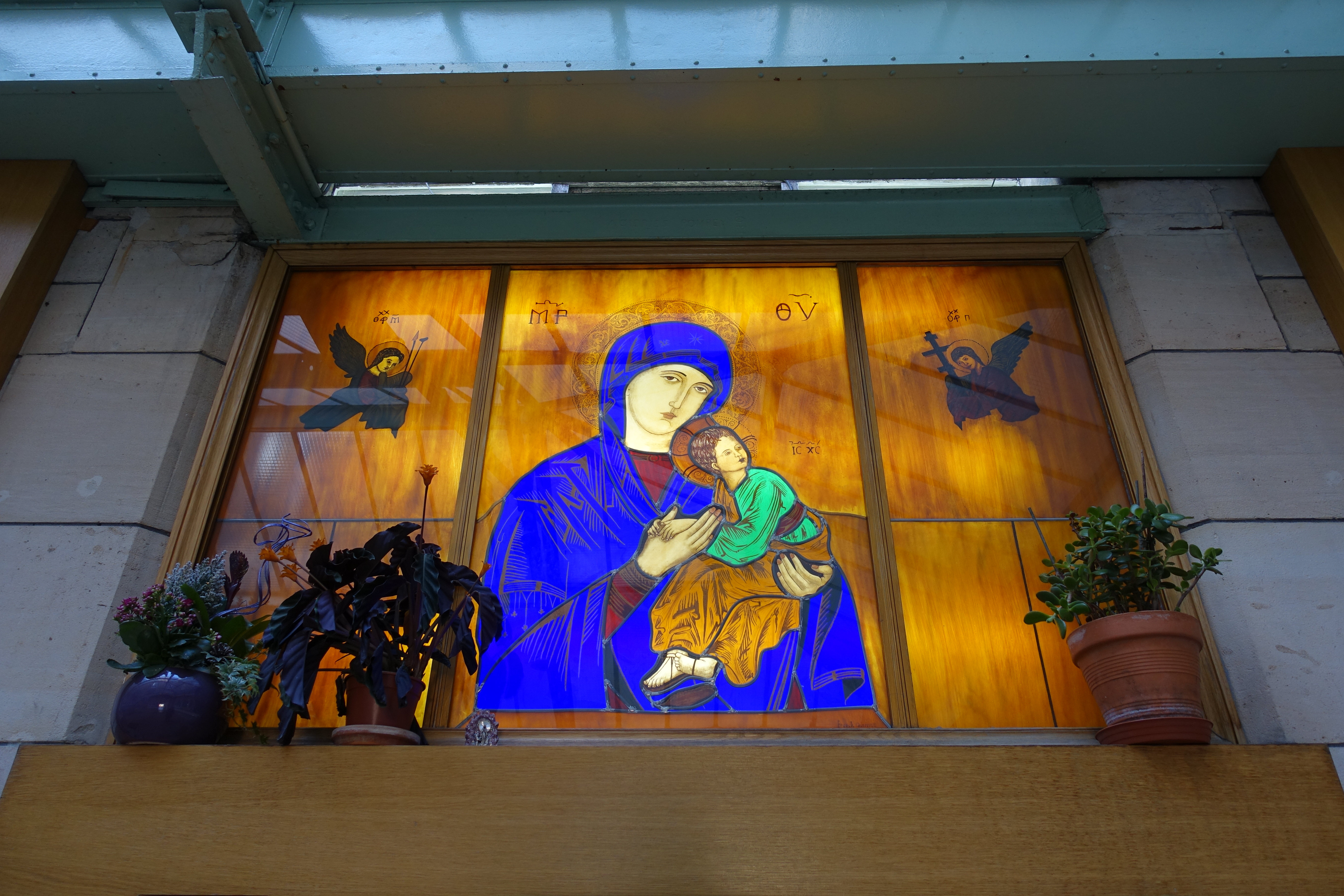
Représentation de Notre-Dame-du-Perpétuel-Secours.

## Vitraux
Les vitraux actuels ont été installés en 1974 : ils sont l'œuvre d'une maîtresse verrière, Marcelle Lecamp, elle-même collaboratrice et héritière d’une autre artiste, Marguerite Huré, considérée comme la précurseure de l'abstraction dans l'art sacré de la première partie du XXe siècle.

## Les grandes orgues

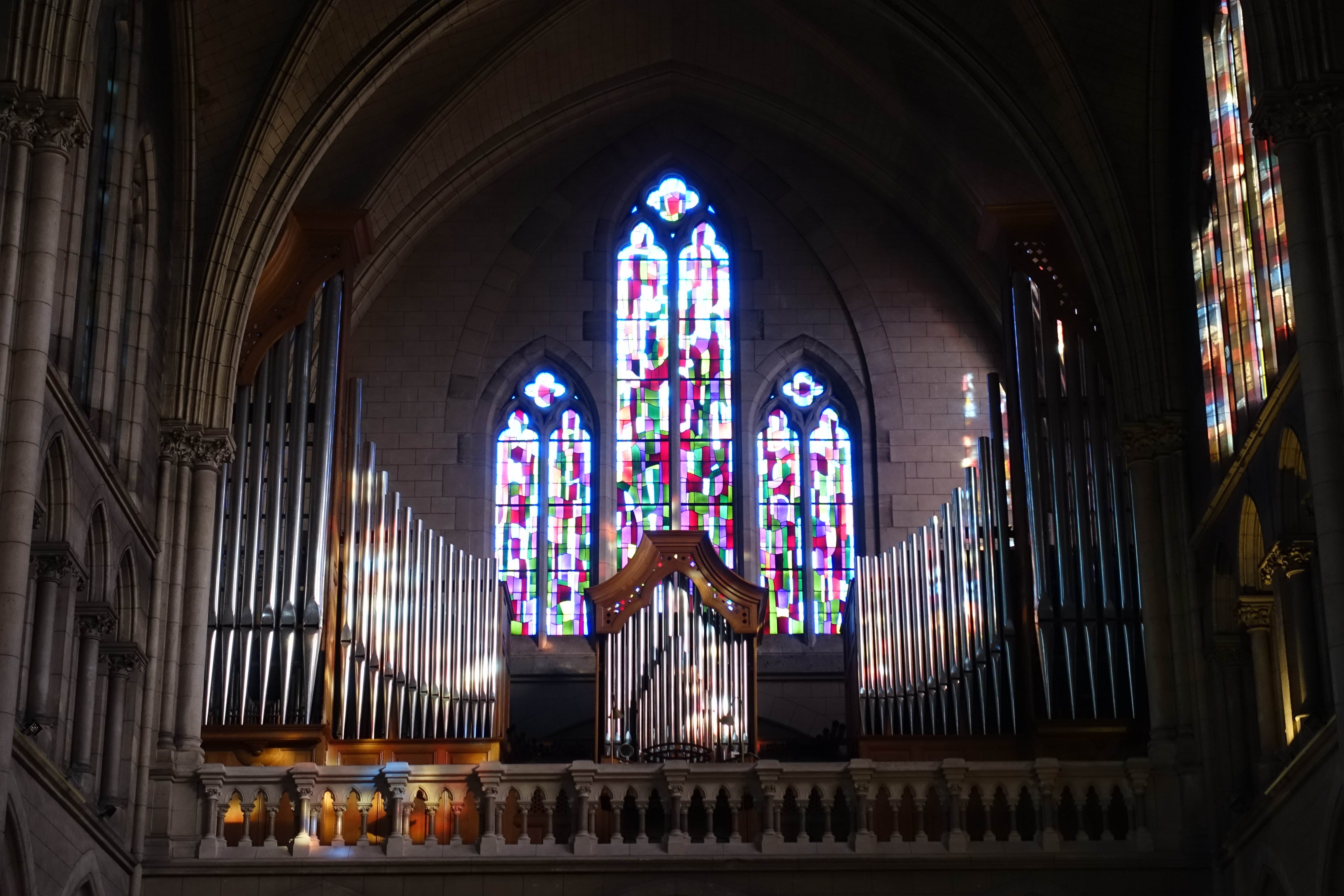
L'orgue de tribune de la basilique.

- Trois claviers manuels et pédalier ;
- Soixante-deux jeux ;
- Traction électronique des claviers et des jeux.

La construction de cet orgue, l'un des plus importants de la ville de Paris, se fit difficilement. Bernard Dargassies réalisa en septembre 1994 la première partie des travaux, c'est-à-dire un orgue de 23 jeux dépourvu de buffet, faute de financement. Cet instrument était constitué de tuyaux provenant de divers instruments parisiens déposés, comme ceux de l'église Saint-Georges de la Villette, de l'église Saint-Eustache de Paris, de l'église Saint-Ferdinand-des-Ternes et aussi l'ancien instrument de Notre-Dame du Perpétuel Secours. Au printemps 1995, la ville de Paris décida et finança la mise en œuvre de la construction d'un buffet en chêne massif et de tuyaux de 16 pieds. La dernière tranche, toujours effectuée par la Manufacture vosgienne de grandes orgues dirigée par Bernard Dargassies, vit l'installation d'un combinateur électronique ainsi que la tuyauterie du positif, auparavant préparé à la console.
La composition finale est la suivante :
| I Grand-Orgue          | II Positif          | III Récit expressif  | IV Résonance flottante | Pédale               |
| ---------------------- | ------------------- | -------------------- | ---------------------- | -------------------- |
| Montre 16'             | Bourdon 16'         | Viole de gambe 8'    | Grosse Flûte 8'        | Flûte 32'            |
| Montre 8'              | Montre 8'           | Voix céleste 8'      | Cornet V rgs 16'       | Soubasse 32'         |
| Diapason 8'            | Dulciane 8'         | Quintaton 8'         | Cornet V rgs 8'        | Flûte 16'            |
| Salicional 8'          | Flûte à cheminée 8' | Flûte traversière 8' | Bombarde 16'           | Soubasse 16'         |
| Flûte harmonique 8'    | Prestant 4'         | Flûte octaviante 4'  | Trompette 8'           | Flûte quinte 10' 2/3 |
| Bourdon 8'             | Flûte douce 4'      | Octavin 2'           | Chamade 16'            | Flûte 8'             |
| Quinte 1' 1/3 - 5’ 1/3 | Nazard 2' 2/3       | Plein-Jeu IV rgs     | Chamade 8'             | Basse 8'             |
| Prestant 4'            | Doublette 2'        | Bombarde 16'         | Chamade 4'             | Flûte tierce 6' 2/5  |
| Tierce 4/5' - 3' 1/5   | Tierce 1' 3/5       | Trompette 8'         |                        | Flûte 4'             |
| Doublette 2'           | Larigot 1' 1/3      | Basson-Hautbois 8'   |                        | Cornet V rgs 2'      |
| Fourniture IV rgs      | Septième 1' 1/7     | Voix humaine 8'      |                        | Bombarde 32'         |
| Cymbale III rgs        | Piccolo 1'          | Clairon 4'           |                        | Bombarde 16'         |
| Trompette 8'           | Plein-Jeu IV rgs    |                      |                        | Trombone 16'         |
|                        | Clarinette 8'       |                      |                        | Trompette 8'         |
|                        |                     |                      |                        | Clairon 4'           |

Tirasses en 8 et 4. Accouplements en 16, 8, 4. La résonance, flottante, peut être jouée sur chaque clavier ou au pédalier uniquement en 8'. Octaves graves, aiguës et suppression unisson GO, Positif, Récit. Pizzicato Récit et Récit / GO. Combinateur électronique. Trémolo Positif et Récit. La Bombarde 32' est électronique et la première octave de la Flûte 32' n'existe pas.

## Chapelains, curés et recteurs

### Chapelains

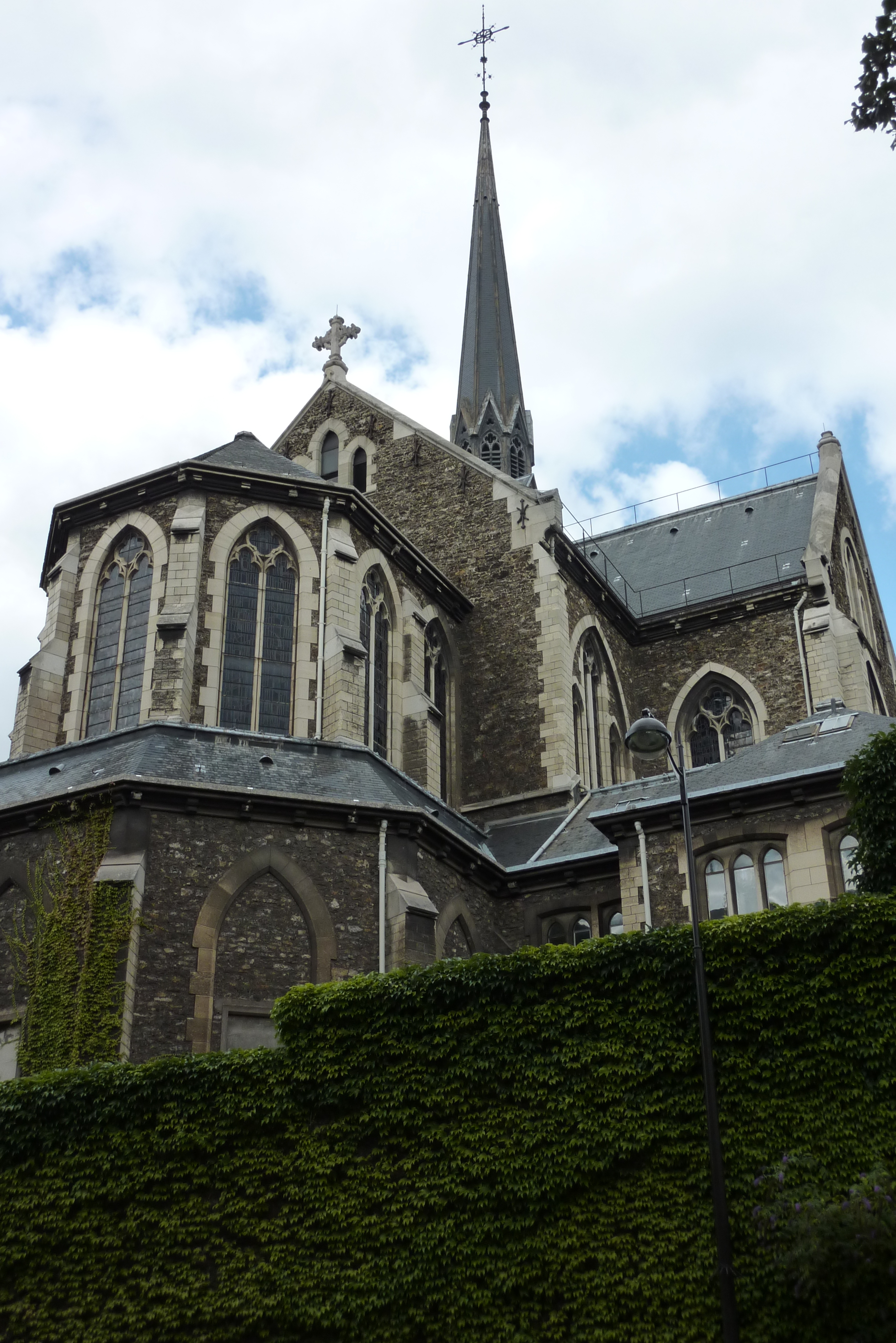
Le chevet depuis la rue René-Villermé.

- 1911–1914 : Père Juvet
- 1915–1923 : Père Aubry
- 1924–1934 : A. Deplanque
- 1935–1942 : Ferdinand Poyade
- 1943–1950 : Gabriel Haurillon
- 1951 : Augustin Gaillard
- 1952–1953 : Louis Glaziou
- 1954–1960 : Raymond Cocoal

### Curés
- 1960–1965 : Raymond Cocoal
- 1965–1966 : Raymond Echavidre

### Curés et recteurs
- 1966–1981 : Raymond Echavidre (1913–1992)
- 1981–1984 : Alphonse Chantoux (1920–1998)
- 1984–1996 : Jean Louveau (1921–2018)
- 1996–2002 : Bernard Douaze (1933–2002)
- 2002–2007 : Antoine Baron (1956–)
- 2007–2009 : Franck Souron (1957–)
- 2009–2018 : Philippe Pignel (1967–)
- 2018–2023 : Manuel Teixeira (1972–)
- 2023–2024 : vacance. Remplacement assuré par Armel d'Harcourt
- 2024–présent : Yannick André

## Accès
Ce site est desservi par la station de métro Père Lachaise des lignes 2 et 3.
Enclavés dans le pâté de maisons, les bâtiments de l'église peuvent passer inaperçus depuis le trottoir du boulevard de Ménilmontant.